# Johannes III. von Elbogen
Johannes III. von Elbogen (* vor 1300 in Elbogen) war Abt des Klosters Waldsassen von 1310 bis 1323.
Johannes stammte aus einem alten Egerländer Adelsgeschlecht, welches zahlreiche Besitzungen im Egerer und Elbogener Kreis hatte und seit dem Jahr 1163 bekannt ist. Er war der erste Egerländer als Abt im Kloster Waldsassen.
Seine Amtszeit reichte von 1310 bis 1323 und war sehr schwierig. Johannes war mit dem Königsaaler Abt Peter von Zittau befreundet. Er selbst ist Chronist des Waldsassener Klosters und verfasste auch das Werk Taten und Beispiele berühmter Waldsassener Mönche. Er gilt als Unterstützer des Luxemburger Johann von Böhmen bei dessen Thronbesteigung als König von Böhmen.
Mitglieder der vogtländischen Adelsfamilie von Haslau standen 1311 in einer Fehde mit dem Kloster, die ausbrach als Untertanen des Klosters den Bärnauer Richter Konrad von Haslau getötet hatten. 1317 wurde Heinrich Rorer von erbuntertänigen Bauern des Klosters getötet. Seine Familie hatte zuvor Ansprüche in Altalbenreuth in der Frais erhoben, die mit dem Erwerb des Schlosses Hardeck gegenüber dem Kloster eingefordert wurden. Am 22. April 1317 kam es zu einem Ausgleich.
Nachdem der Nürnberger Burggraf Friedrich IV. das Kloster verwüstet hatte, führte eine Klage von Abt Johannes III. beim römisch-deutschen Kaiser Ludwig IV. zur Übergabe des Pfarrlehen Berngau im Bistum Eichstätt als Entschädigung. Das Dorf Schönbach wurde am 9. Januar 1319 zur Stadt erhoben, verbunden mit dem Privileg einen Wochenmarkt abhalten zu dürfen. Er legte sein Amt 1323 vorzeitig nieder, verbrachte seinen Lebensabend auf Schloss Hardeck bei Bad Neualbenreuth und ist 1329 verstorben.
Viele bedeutende Männer gehörten zu seinen Vor- und Nachfahren, so z. B. Berengar von Elbogen, der 1228 als Deutschordensritter genannt wurde. Johann Ellbogner (* um 1350, 1404 in Waldsassen verstorben), Mönch in Waldsassen, 1380 und später als Johann II. Bischof von Regensburg und noch ein Johann Elbogner (* um 1380, verstorben nach 1433), der 1423 Bischof von Agram, Nachfolger des Passauer Bischofs Georg Hohenlohe und 10 Jahre Reichskanzler des Kaisers Sigismund war.